# غالب البيهاني
غالب نصار البيهاني هو مواطن يمني سعودي اعتُقل سابقًا من قبل الولايات المتحدة في معسكرات الاعتقال بخليج غوانتانامو في كوبا، تقدر وزارة الدفاع أنه من مواليد 1980 في تبوك بالمملكة العربية السعودية. وهو أخو توفيق البيهاني المعتقل أيضًا في غوانتانامو، وأخو منصور البيهاني.
ذكرت وسائل إعلام متعددة أن البيهاني كان ببساطة طاهيا للواء العربي الخامس والخمسين لطالبان. كان التماس المثول أمام القضاء الصادر عن البيهاني هو الأول الذي تُحكم فيه محكمة عليا. وفي 28 مايو 2014 أوصى مجلس المراجعة الدورية بالإفراج عن البيهاني. وصل غالب نصار البيهاني إلى غوانتانامو في 17 يناير 2002، وتم نقله إلى عُمان مع تسعة رجال آخرين في 16 يناير 2017.

## تقارير عن مقتل شقيقه
ذكرت صحيفة ذا لونج وار أن فيديو منسوب لأبي عاصم التبوكي منصور ناصر البيهاني نُشر في نوفمبر 2011، وذُكر في مقطع الفيديو أن هذا الشخص قاتل في الشيشان، وعاش في أفغانستان، حتى سقوط طالبان، وتم أسره في المملكة العربية السعودية، ونُقل إلى اليمن، حيث هرب من السجن، وسافر أخيرًا إلى الصومال، حيث توفي وهو يقاتل من أجل الجهاديين. وذكرت أن لديه شقيقين في غوانتانامو.